# Justicia regis
Justicia regis är en akantusväxtart som beskrevs av M. Hedrén. Justicia regis ingår i släktet Justicia och familjen akantusväxter. Inga underarter finns listade i Catalogue of Life.